# Bronsvingad and
Bronsvingad and (Speculanas specularis) är en sydamerikansk fågel i familjen änder inom ordningen andfåglar.

## Utseende och levnadssätt

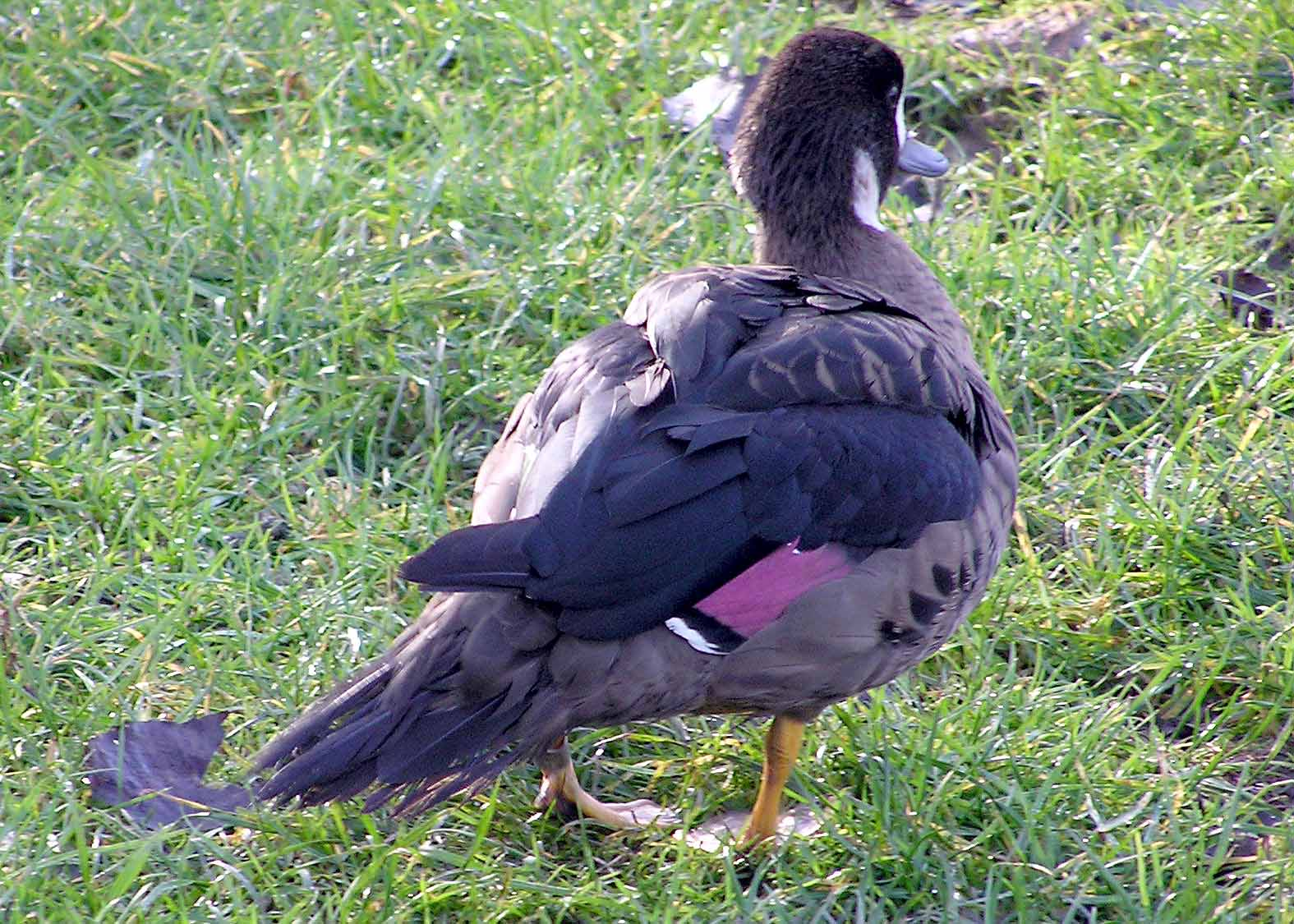
Här syns den kraftig rosafärgade delen av vingspegeln som gett fågeln dess svenska namn.

Bronsvingad and har fått sitt namn på grund av färgen på vingspegeln. I flykten syns bronsfärgade kanter men mitten är kraftigt rosafärgad, vilket oftast är det som syns av vingspegeln hos en stående eller simmande fågel. Könen är utseendemässigt lika, men honan har ett läte som påminner om ett hundskall. 
Den häckar mestadels vid skogsomgärdade strömmande vattendrag upp till 1 800 meter över havet, men också i våtmarker, dammar och sjöar utanför tät skog. Häckningen inleds i september-oktober, med äggläggning i oktober–november och därefter cirka trettio dagars ruvning. Födan är frön, löv och växtdelar samt vattenlevande invertebrater men den kan också födosöka bland löv i skogsmark.

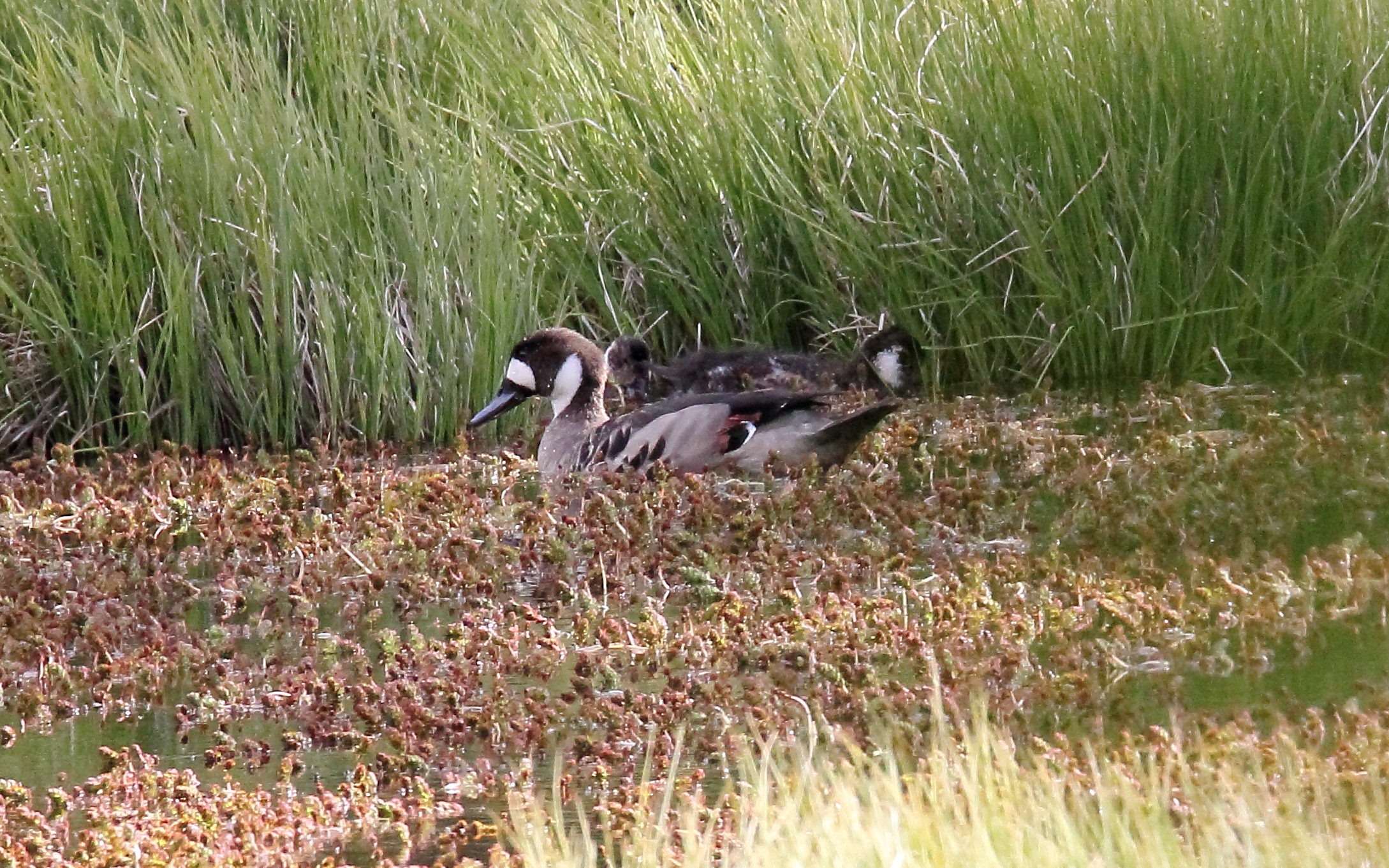
Bronsvingad and med ungar.

## Utbredning och status
Bronsvingad and förekommer på de lägre sluttningarna av Anderna i centrala och södra Chile och angränsande Argentina. Populationen uppskattas till färre än 10 000 individer. Det gör att internationella naturvårdsunionen IUCN kategoriserar den som nära hotad, trots att beståndet verkar vara stabilt och det finns få uppenbara hot mot arten.

## Systematik
Fågeln har tidigare placerats i släktet Anas, men placeras numera i det egna släktet Speculanas. Dess närmaste släktingar är arterna tofsand (Lophonetta specularioides) och brasilienand (Amazonetta brasiliensis), även de i var sina egna släkten. Dessa är i sin tur systergrupp med ångbåtsänderna i Tachyeres. Alla dessa har sin hemvist i Sydamerika.